# ماريا داير
ماريا داير هي مبشرة ماليزية، ولدت في 1803 في لندن في المملكة المتحدة، وتوفيت في 21 أكتوبر 1846.